# Euploea drucei
Euploea drucei är en fjärilsart som beskrevs av Moore 1883. Euploea drucei ingår i släktet Euploea och familjen praktfjärilar. Inga underarter finns listade i Catalogue of Life.